# Stromatopory
Stromatopory (Stromatoporoidea) jsou třídou vyhynulých, bezobratlých mořských živočichů známých od kambria do křídy. Vytvářeli masivní kostry z uhličitanu vápenatého, známé jako ceonostea, ty nacházíme například v sedimentárních horninách siluru a devonu, kdy byli důležitými útesotvornými organismy a vytvářeli rozsáhlé poléhavé a povlékavé porosty.
Jejich taxonomické postavení je nejasné, bývají kladeny k žahavcům (cnidaria) a živočišným houbám (porifera).
Mezi stratigraficky nejvýznamnější patři silursko-devonské rody Amphipora a Actinostroma. Zástupci rodu Actinostroma se dají nalézt i na území ČR, a to například v devonském koněpruském útesu.

## Anatomie a morfologie
Jejich trsy (hlízovité, kulovité, destičkovité, povlékavé, nebo větvené) dosahovaly velikosti od několika milimetrů do několika metrů. Základ vnitřní kostry jedince tvoří horizontální pláty – laminy spojené vertikálními sloupky – pilae. Ve struktuře endoskeletu mohou být vyvinuty prostory čočkovitého tvaru, zvané cysty. Povrch trsu bývá hladký, granulovaný nebo bradavičnatý, u některých jsou na výrůstcích na povrchu ceonostea patrné hvězdicovité útvary – astrorhizy. Uspořádání měkkých částí živočicha není známo.